# Ernst Bacon
Ernst Bacon   (Chicago, 26 de maig de 1898 - Orinda, 16 de març de 1990) fou un compositor, pianista i director d'orquestra estatunidenc. Autor prolífic, Bacon va compondre més de 250 cançons al llarg de la seva carrera. Va rebre tres beques Guggenheim i una beca Pulitzer el 1932 per la seva segona simfonia.
Ernst Bacon va néixer a Chicago, Illinois, el 26 de maig de 1898 de Maria von Rosthorn Bacon (germana d'Alfons von Rosthorn i Arthur von Rosthorn) i del doctor Charles S. Bacon. Als 19 anys es va matricular a la "Northwestern University" on va cursar una llicenciatura en matemàtiques. Després de tres anys d'estudis, es va traslladar a la Universitat de Chicago. Bacon va acabar la seva formació a la Universitat de Califòrnia a Berkeley, on va rebre un màster per la composició de La cançó del predicador el 1935.
Als 19 anys, Bacon va escriure un complex tractat titulat "Our Musical Idiom", que explorava totes les harmonies possibles. No obstant això, quan va començar a compondre música als vint anys, va rebutjar un enfocament purament cerebral. Va prendre la posició que la música és un art, no una ciència, i que la seva font hauria de ser humana i imaginativa, més que abstracta i analítica. Bacon va ser autodidacta en composició, a excepció de dos anys d'estudi amb Karl Weigl a Viena, Àustria. Experimentant de primera mà la depressió de l'Europa de la postguerra, va entendre que el moviment d'avantguarda reflectia el pessimisme dels seus orígens. Bacon es va proposar escriure música que expressés la vitalitat i l'afirmació del seu propi país.
Va crear més de 250 cançons artístiques, incloses obres de cambra, orquestrals i corals. A banda de la seva composició musical i literària, Bacon va ocupar diversos càrrecs que el van portar a tot el país. Del 1925 al 28, Bacon va ser professor d'òpera a l'"Eastman School of Music". El 1928, Bacon va viatjar de Nova York a Califòrnia per ocupar un lloc al Conservatori Superior de Música de San Francisco, on va servir fins al 1930. El 1935, Bacon va ser el director convidat del primer festival Carmel Bach de Califòrnia. Un any després supervisava el Projecte Federal de Música de l'Administració del Progrés de les Obres (WPA) i dirigia la Simfonica de San Francisco .
Des de 1938-45, va ser degà i professor de piano al "Converse College de Spartanburg", Carolina del Sud. Des de 1945-47 va ser director de l'escola de música, després des de 1947-63 va ser professor i compositor a residència a la Universitat de Syracuse. Va ser professor emèrit des del 1964. Entre els seus estudiants hi havia Jonathan Elkus, Carlisle Floyd i Donald Martino. Va continuar treballant fins poc abans de morir el 1990, als 91 anys, a Orinda, Califòrnia.

## Obra
Bacon va compondre les escenes de les obres de: Matthew Arnold, William Blake, Emily Brontë, Elizabeth Barrett Browning, Witter Bynner, Robert Burns, Helena Carus, Emily Dickinson, Benjamin Franklin, Goethe, Heinrich Heine, Paul Horgan, A.E. Housman, Nicolaus Lenau, Cornel Lengyel, Herman Melville, Carl Sandberg, William Shakespeare, Robert Louis Stevenson, Sara Teasdale, Walt Whitman.

## Discografia
- ERNST BACON LES OBRES COMPLETES PER A GUITARRA SOLA Azica Records, ACD-71294, Bradley Colten, Guitarra.
- AMERICANS OBLIDATS, Arabesque Recordings Z6823, inclou: "A Life", Joel Krosnick, violoncel i Gilbert Kalish, piano.
- ABRAHAM LINCOLN PORTRAITS, Naxos 8.559373-74, Nashville Symphony, Leonard Slatkin, director, Inclou: "Ford's Theatre: A Few Glimpses of Easter Week, 1865".
- THE BACK OF Beyond, música per a flauta i piano, Lea Kibler, flauta; Irina Viritch, piano, inclou: "Comtat de Buncombe, Carolina del Nord", "Burnt Cabin Branch", "Holbert's Cove".
- ND AFFECTION, CRI CD 890 (ara a New World Records), 25 escenes de Bacon: Janet Brown, soprano; Piano Herbert Burtis, Willam Sharp, baríton; John Musto, piano, Amy Burton, soprano; John Musto, piano, Sonata per a violí i piano (1983) - Ronald Copes, violí; Alan Feinberg, piano.
- RECORDANT ANSEL ADAMS I ALTRES OBRES, CRI CD 779 (ara a New World Records), Remembering Ansel Adams (1985) - Richard Stoltzman, clarinet; Filharmònica de Varsòvia, Jerzy Swoboda, director, Sonata per a violoncel i piano (1948) - Bernard Greenhouse, violoncel; Menahem Pressler, piano, Collected Short Piano Works (1950 -1965) - Emily Corbato, piano, Tumbleweeds (1979) Dorothy Bales, violí; Allan Sly, piano.
- CANÇONS DE CHARLES IVES I ERNST BACON, CRI CD 675 (ara a New World Records), conté 21 escenes de Bacon, enregistrades els anys 1954 i 1964 amb Helen Boatwright, soprano i Ernst Bacon al piano per a les seves pròpies cançons.
- ROSI & TONI GRUNSCHLAG PIANO DUO, CRI CD 606 (ara a New World Records), inclou: "Coal-Scuttle Blues" (de Bacon i Otto Lueining).
- THE OINTS, New World Records, William Parker, baríton, inclou: "Billy in the Darbies".
- SHAKESPEARE AND THE MODERN COMPOSER, Soundmark, The Louisville Orchestra, Robert Whitney, Jorge Mester, "The Enchanted Isle / The Tempest".

## Recursos de recerca
- La pàgina de Bacon's Songs The Lied i Art Songs Texts creada i mantinguda per Emily Ezust
- Papers Ernst Bacon, 1933-1990 (1,25 peus lineals.) Al Departament de Col·leccions Especials i Arxius de les Biblioteques de la Universitat Stanford
- Ernst Bacon Papers al Centre de Recerca de Col·leccions Especials de la Universitat de Syracuse
- Societat Ernst Bacon
- Col·lecció Ernst Bacon al Howard Gotlieb Archival Research Center de la Universitat de Boston